# Wörthstraße 17 (München)

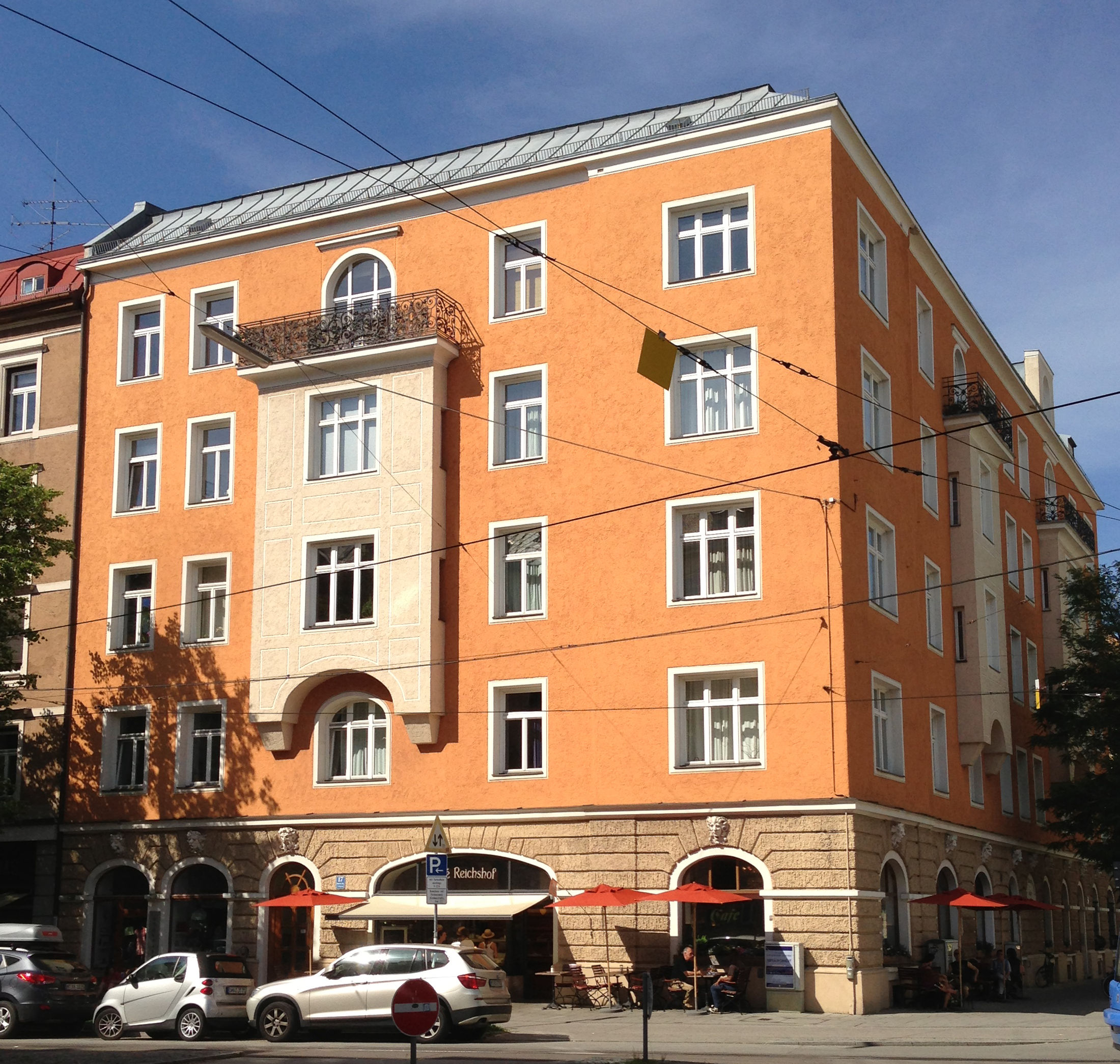
Haus Wörthstraße 17 in München-Haidhausen

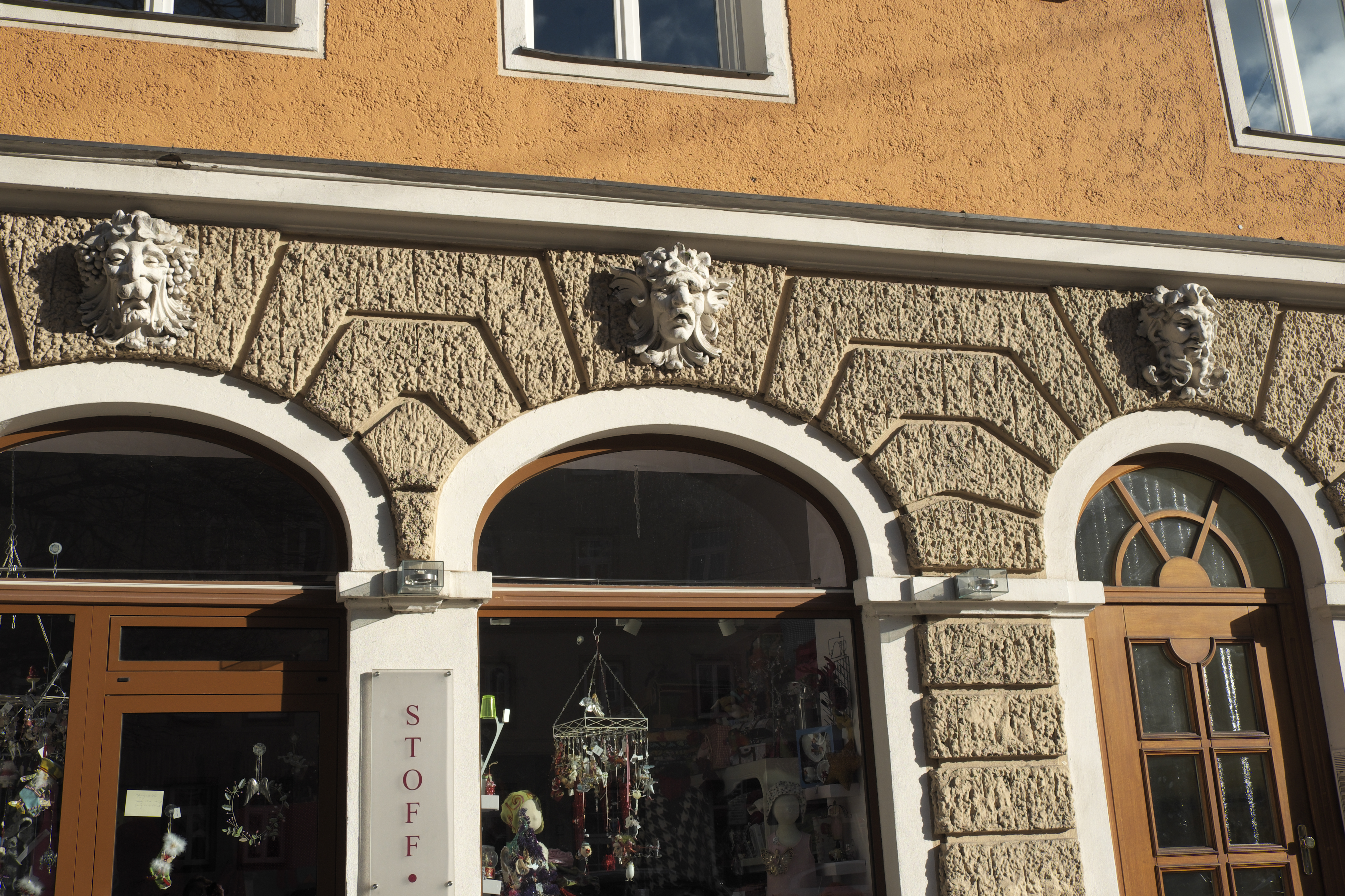
Maskarone an der Fassade

Das Haus Wörthstraße 17 ist ein denkmalgeschütztes Mietshaus im Münchner Stadtteil Haidhausen.
Der neubarocke Eckbau wurde um 1890 errichtet. Er ist mit Erkern und Maskarone am Rustika-Erdgeschoss versehen. 